# کازوکی کوشیبیکی
کازوکی کوشیبیکی (انگلیسی: Kazuki Kushibiki؛ زادهٔ ۱۲ فوریهٔ ۱۹۹۳) بازیکن فوتبال اهل ژاپن است.
از باشگاه‌هایی که در آن بازی کرده‌است می‌توان به باشگاه فوتبال کونسادول ساپورو اشاره کرد.